# Sebastián González
Sebastián Ignacio González Valdés (Viña del Mar, 14 dicembre 1978) è un ex calciatore cileno, di ruolo attaccante.

## Carriera

### Club
González inizia la sua carriera professionistica nel 1998 con la maglia del Colo Colo in Cile, segnando 27 reti nelle 74 partite disputate, e partecipando a Sydney 2000, attirando le attenzioni di vari club. Nel 2002 sono i messicani del CF Atlante a prelevare González, che inizia a segnare gol a raffica guadagnandosi il soprannome di Chamagol.
Nel 2006 sono gli UANL Tigres a ingaggiare l'attaccante cileno, ma qui il numero di reti segnate diminuisce e seguono così due periodi in prestito, prima al Veracruz e poi agli argentini dell'Olimpo de Bahía Blanca.
Nel 2008 il ritorno in Messico, all'UAG Tecos, è in grande stile: 5 reti in 10 gare. Nel campionato di Apertura 2008 il club si accorda con il Club León per uno scambio tra bomber: González si accasa ai biancoverdi di Guanajuato mentre ai Tecos arriva l'attaccante paraguaiano Fredy Bareiro.

### Nazionale
Nel 2000 viene convocato dal CT Nelson Acosta per partecipare al torneo calcistico, e il Cile Under-23 si impone al terzo posto battendo gli Stati Uniti per 2-0 nella finale per il terzo posto con doppietta di Iván Zamorano. Dal 2001 Chamagol viene chiamato in nazionale maggiore, e partecipa alla Copa América 2004.